# Вортингтон (Минесота)
Вортингтон (енгл. Worthington) град је у америчкој савезној држави Минесота.

## Демографија
По попису из 2010. године број становника је 12.764, што је 1.481 (13,1%) становника више него 2000. године.
| Група             | 2000.         | 2010.         |
| Белци             | 7.934 (70,3%) | 6.238 (48,9%) |
| Афроамериканци    | 215 (1,9%)    | 698 (5,5%)    |
| Азијати           | 797 (7,1%)    | 1.104 (8,6%)  |
| Хиспаноамериканци | 2.175 (19,3%) | 4.521 (35,4%) |
| Укупно            | 11.283        | 12.764        |